# 제니퍼 헤일
제니퍼 헤일(Jennifer Hale, 1965년 1월 1일 ~ )은 미국의 배우이다.

## 출연 작품
- 주먹왕 랄프 2: 인터넷 속으로(2018) - 신데렐라 역 (목소리)
- 개구쟁이 스머프 2(2022) - 엄마호